# Ипе
Ипе (порт. ipê) — древесина деревьев рода Tabebuia. Известна также под названиями «бразильский орех», исп. lapacho, порт. piúva, англ. guayacan.

## Свойства
Зрелая древесина имеет цвет от оливково-серого, тёмно-красного до средне- и тёмно-коричневого. На радиальном срезе могут чередоваться узкие светлые и темные полосы. Заболонь красно-серая. С течением времени под воздействием света цвет породы темнеет.
Древесина очень тяжёлая, твердая, прочная. Содержит маслянистые вещества. Легко поддаётся сушке, но при этом имеет значительную тенденцию к короблению. Правильно высушенная древесина отличается достаточной стабильностью геометрических размеров.
Плотность: около 900 кг/м³.
Твердость древесины по Бринеллю: 5,9

## Применение
Используется для изготовления мебели, внутренних напольных и наружных покрытий, лестниц, балок. Растёт популярность этой древесины в качестве материала для покрытий вследствие её долговечности и устойчивости против насекомых. С 2007 года FSC-сертифицированная древесина ипе доступна на рынке.